# Wilhelm Kelch
Wilhelm Kelch gen. „Willi Kelch“ (* 1905; † 27. Februar 1991) war ein deutscher Politiker (SPD). Er war von 1959 bis 1972 Oberbürgermeister der Stadt Osnabrück. Seit 1972 war er Ehrenbürger der Stadt Osnabrück.

## Leben
Ab dem 11. Februar 1946 gehörte Willi Kelch für die SPD dem Osnabrücker Stadtrat an. 1959 wurde er zum Oberbürgermeister der Stadt Osnabrück gewählt. Örtlich förderte er vor allem die Stiftungen der Stadt sowie das Wachstum der Stadtwerke Osnabrück. Über die Stadtgrenzen hinaus förderte er vor allem den Niedersächsischen Städtetag als auch den Deutschen Städtebund. Im Herbst 1964 überbrachte er an der Spitze einer Delegation die Möser-Medaille an Erich Maria Remarque in Ronco sopra Ascona.
In seiner Amtszeit wurden die Städtepartnerschaften mit Angers (Frankreich), Haarlem (Niederlande) und Derby geschlossen. Seine Bemühungen zur Städteverständigung mündeten in der Verleihung der Europaflagge an die Stadt Osnabrück am 5. Mai 1968.
Willi Kelch starb am 27. Februar 1991 im Alter von 85 Jahren.

## Ehrungen
- Ihm wurde mit seinem Ausscheiden aus dem Amt des Oberbürgermeisters am 29. November 1972 die Ehrenbürgerwürde  verliehen.
- Die Stadt Osnabrück benannte die Nahe dem Natruper Holz im Stadtteil Eversburg gelegene Hans-Rosenthal-Straße in Andenken an ihren Ehrenbürger in Wilhelm-Kelch-Straße um.[2]